# Stojanka Mutafovová
Stojanka Mutafovová (bulharsky СтоянКа Мутафова, Stojanka Mutafova; 2. února 1922 Sofie - 6. prosince 2019 Sofie) byla bulharská herečka. Často byla přezdívána "Paní přírodní katastrofa" (díky stejnojmenné hře, ve které hrála) a "Královna bulharské komedie". Byla proslulá délkou své herecké kariéry, ještě v 94 letech absolvovala divadelní tour po Spojených státech, Kanadě, Nizozemsku, Švýcarsku, Británii a Německu.
Její otec Konstantin Mutafov byl dramatik. Vystudovala klasickou filologii na Sofijské univerzitě. Později vystudovala i herectví, jednak při sofijském národním divadle a také na DAMU v Praze, kde absolvovala v roce 1949. V době svých studií v letech 1947-1949 v Praze i hrála. Od roku 1949 do roku 1956 hrála v Národním divadle Ivana Vazova. Poté spoluzaložila satirické Divadlo Aleka Konstantinova, kde vystupovala v letech 1957–1991. Poté působila v Dramatickém divadle Adriany Budevské v Burgasu. Hrála též v třicítce filmů. Po jejím úmrtí byla v bulharském Národním shromáždění držena minuta ticha. Premiér Bojko Borisov její smrt komentoval slovy: "Navždy bude symbolem bulharského divadla".